# Olivier Sorin
Olivier Sorin (Gien, 16 april 1981) is een Franse voetbaldoelman die sinds 2006 uitkomt voor de Franse tweedeklasser AJ Auxerre. Eerder speelde hij bij AS Nancy. In 2006 won hij met Nancy de Coupe de la Ligue.